# Vuelta a Andalucía 1999
La Vuelta a Andalucía 1999,
quarantacinquesima edizione della corsa ciclistica, si svolse dal 14 al 18 febbraio 1999 su un percorso di 786 km ripartiti in 5 tappe. Fu vinta dallo spagnolo Javier Pascual Rodríguez della Kelme-Costa Blanca davanti al colombiano Santiago Botero Echeverry e allo spagnolo Santiago Blanco Gil.

## Tappe
| Tappa  | Data        | Percorso                   | km    | Vincitore di tappa  | Leader cl. generale      |
| ------ | ----------- | -------------------------- | ----- | ------------------- | ------------------------ |
| 1ª     | 14 febbraio | Almería > Almería          | 164.4 | Tom Steels          | Tom Steels               |
| 2ª     | 15 febbraio | Castell de Ferro > Malaga  | 153.1 | Santiago Botero     | Javier Pascual Rodríguez |
| 3ª     | 16 febbraio | Benalmádena > Puente Genil | 168.1 | Michele Bartoli     | Javier Pascual Rodríguez |
| 4ª     | 17 febbraio | Lucena > Jaén              | 189.9 | Frank Vandenbroucke | Javier Pascual Rodríguez |
| 5ª     | 18 febbraio | Úbeda > Granada            | 110   | Tom Steels          | Javier Pascual Rodríguez |
| Totale | Totale      | Totale                     | 786   |                     |                          |

## Dettagli delle tappe

### 1ª tappa
- 14 febbraio: Almería > Almería – 164,4 km

| Pos. | Corridore     | Squadra | Tempo    |
| ---- | ------------- | ------- | -------- |
| 1    | Tom Steels    | Mapei   | 4h22'03" |
| 2    | Erik Zabel    | Telekom | s.t.     |
| 3    | Jo Planckaert | Lotto   | s.t.     |

| Pos. | Corridore  | Squadra | Tempo    |
| ---- | ---------- | ------- | -------- |
| 1    | Tom Steels | Mapei   | 4h22'03" |

### 2ª tappa
- 15 febbraio: Castell de Ferro > Malaga – 153,1 km

| Pos. | Corridore           | Squadra | Tempo    |
| ---- | ------------------- | ------- | -------- |
| 1    | Santiago Botero     | Kelme   | 3h56'27" |
| 2    | Javier P. Rodríguez | Kelme   | s.t.     |
| 3    | Steve De Wolf       | Cofidis | a 1'48"  |

| Pos. | Corridore           | Squadra | Tempo    |
| ---- | ------------------- | ------- | -------- |
| 1    | Javier P. Rodríguez | Kelme   | 8h18'30" |

### 3ª tappa
- 16 febbraio: Benalmádena > Puente Genil – 168,1 km

| Pos. | Corridore       | Squadra | Tempo    |
| ---- | --------------- | ------- | -------- |
| 1    | Michele Bartoli | Mapei   | 4h17'16" |
| 2    | Jo Planckaert   | Lotto   | s.t.     |
| 3    | Erik Zabel      | Telekom | s.t.     |

| Pos. | Corridore           | Squadra | Tempo     |
| ---- | ------------------- | ------- | --------- |
| 1    | Javier P. Rodríguez | Kelme   | 12h36'16" |

### 4ª tappa
- 17 febbraio: Lucena > Jaén – 189,9 km

| Pos. | Corridore           | Squadra     | Tempo    |
| ---- | ------------------- | ----------- | -------- |
| 1    | Frank Vandenbroucke | Cofidis     | 5h08'03" |
| 2    | Pietro Caucchioli   | Amica Chips | a 2"     |
| 3    | Robbie McEwen       | Rabobank    | a 14"    |

| Pos. | Corridore           | Squadra | Tempo     |
| ---- | ------------------- | ------- | --------- |
| 1    | Javier P. Rodríguez | Kelme   | 17h44'33" |

### 5ª tappa
- 18 febbraio: Úbeda > Granada – 110 km

| Pos. | Corridore     | Squadra | Tempo    |
| ---- | ------------- | ------- | -------- |
| 1    | Tom Steels    | Mapei   | 2h30'53" |
| 2    | Erik Zabel    | Telekom | s.t.     |
| 3    | Jo Planckaert | Lotto   | s.t.     |

| Pos. | Corridore           | Squadra           | Tempo     |
| ---- | ------------------- | ----------------- | --------- |
| 1    | Javier P. Rodríguez | Kelme             | 20h15'34" |
| 2    | Santiago Botero     | Kelme             | a 2"      |
| 3    | Santiago Blanco Gil | Vitalicio Seguros | a 1'10"   |

## Classifiche finali

### Classifica generale
| Pos. | Corridore                | Squadra                          | Tempo     |
| ---- | ------------------------ | -------------------------------- | --------- |
| 1    | Javier Pascual Rodríguez | Kelme                            | 20h15'34" |
| 2    | Santiago Botero          | Kelme                            | a 2"      |
| 3    | Santiago Blanco Gil      | Vitalicio Seguros-Grupo Generali | a 1'10"   |
| 4    | Claus Michael Møller     | TVM-Farm Frites                  | a 1'12"   |
| 5    | Francisco Mancebo        | Banesto                          | s.t.      |
| 6    | Steve De Wolf            | Cofidis                          | a 1'20"   |
| 7    | Jo Planckaert            | Lotto-Mobistar                   | a 1'21"   |
| 8    | José Luis Rebollo Aguado | ONCE-Deutsche Bank               | s.t.      |
| 9    | Erik Dekker              | Rabobank                         | a 1'23"   |
| 10   | Unai Osa Eizaguirre      | Banesto                          | s.t.      |